# Договор 1677 года

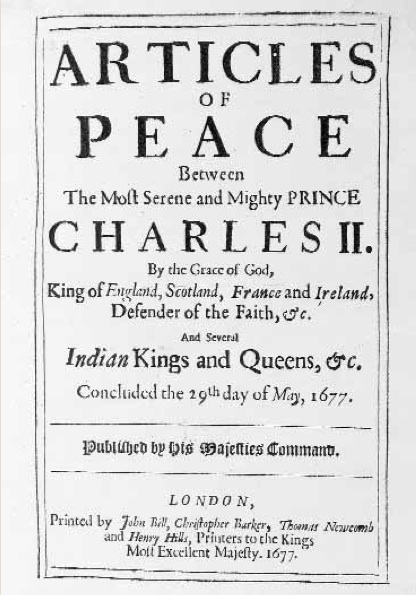
Титульная страница Договора 1677 года

Договор 1677 года (англ. Treaty of 1677), также известный как Договор между Виргинией и индейцами 1677 года (англ. Treaty Between Virginia And The Indians 1677) и Договор о Средней плантации (англ. Treaty of Middle Plantation) — соглашение, заключённое 28 мая 1677 года между Английской Короной и лидерами различных индейских племён Виргинии.

## История
В 1676 году в Виргинии вспыхнуло восстание поселенцев, которое возглавил Натаниэл Бэкон. Восставшие оказались недовольны политикой королевского губернатора Уильяма Беркли — глава колонии отказался изгнать индейские племена с их традиционных земель. После окончания восстания колониальные власти сочли необходимым заключить соглашение с индейцами Виргинии, среди которых присутствовали мехерины, сапони, ноттоуэй, монаканы, аппоматтоки, нансемонды, паманки, нанзатико и вейаноки. Подписавшие договор племена именовались «племенами-данниками» — это означало, что им гарантировался контроль над их традиционной территорией, права на охоту и рыболовство, право хранить и носить оружие и другие права до тех пор, пока они сохраняли свою лояльность по отношению к Английской Короне. Соглашение подтвердило ежегодные выплаты дани и включило сиуанские и ирокезские племена Виргинии в число индейцев-данников колониального правительства. Правительство Виргинии выделило больше земель для индейских резерваций, но потребовало от них, в свою очередь, признать, что они и их народы были подданными короля Англии. 
Двадцать одна статья договора была подтверждена, когда англичане послали индейским вождям подарки вместе с различными знаками власти. Королева племени паманки, известная англичанам как Кокакоске, получила красную бархатную шапочку с серебряной нашивкой и серебряными цепочками. Согласно условиям договора, несколько племён были объединены под её властью, но два народа — раппаханноки и чикахомини, отказались подчиняться ей и платить дань, так как они с 1646 года не состояли в Поухатанской конфедерации.